# Ministère de la Marine (Espagne)
En Espagne, le ministère de la Marine (en espagnol, Ministerio de Marina) était un département d’État chargé de l’Armada qui a existé à différentes périodes de l’histoire espagnole, la dernière étant celle de 1939 à 1977.
Issu du bureau de la Marine (Despacho de Marina), un  des cinq secrétariats d’État de l’Espagne pré-contemporaine qui change d’appellation par le décret royal du 20 septembre 1851, il est à deux reprises dissout avant d’être restauré par le général Franco à la fin de la guerre civile par une loi et un décret respectivement pris les 8 août et 1er septembre 1939.
Le département ministériel de la Marine espagnol existe jusqu’en 1977, année pendant laquelle il a été supprimé par le décret royal 1558/77 du 4 juillet, quand Adolfo Suárez, président du gouvernement durant la Transition démocratique, crée le ministère de la Défense en rassemblant ceux de l’Air, de l’Armée et de la Marine, après les premières élections générales.